# 關天烽
關天烽（1994年1月7日—，又稱gbigmao和gxiaomao），中華人民共和國籍黑客，為中國網絡安全公司「四川無聲信息技術公司」的員工。美國司法部指控其與無聲信息涉嫌在2020年4月利用惡意軟件入侵全球數千家公司運行的超過80000個防火牆，並在其中部署勒索軟件，試圖通過加密數據來癱瘓企業網絡。聯邦調查局懸賞1000萬美元，徵求有關關天烽、無聲信息或其黑客活動的資訊。

## 生平
根據美國聯邦調查局的通緝令和中國四川自由貿易試驗區人民法院的民事裁定書指，關天烽生於1994年1月7日，籍貫四川，居住於成都高新區。至少在2020年4月至7月16日期間，他是無聲信息的員工。
無聲信息成立於2000年，是一家總部位於成都高新區的網絡安全公司，曾被認定為「中國公安部重大活動網絡安全保衛單位」以及「國家重要漏洞平台支撐單位」。關天烽曾代表該公司參與公安部主辦的「護網-2018」關鍵資訊基礎設施網絡攻防實戰演習，獲得「最佳攻擊隊伍」稱號。
2020年7月16日，關天烽因勞動爭議對無聲信息提起民事訴訟，但於8月7日撤訴，並繳納5元人民幣的案件受理費。

## 入侵Sophos防火牆
根據美國司法部的指控，2020年4月，受僱於無聲信息的關天烽開發和測試一個用於攻擊英國網絡安全公司Sophos防火牆的零日安全漏洞。涉案的零日漏洞為CVE-2020-12271（此漏洞被Sophos命名為「Asnarok」），其通用漏洞評分系統（CVSS評分）為9.8，這是一個嚴重的SQL注入漏洞，允許攻擊者遠端對Sophos防火牆執行任意程式碼。
在2020年4月22日至25日間，關天峰利用該漏洞對約81000台防火牆發起入侵，影響全球數千家企業。他的目的是竊取機密數據，如用戶名和密碼。在Sophos發現入侵並在大約兩天內修復客戶的防火牆後，關天峰修改「Asnarok」的算法，只要刪除「Asnarok」，就會部署名為「Ragnarok」的勒索軟體變種，以感染受害系統並竊取其中的資料，並將其檔案與資料加密。關天峰及其同謀為更好地隱藏他們的活動，其註冊並使用看似由Sophos控制的域名，例如「sophosfirewallupdate.com」。在此入侵中，超過23000台美國公司防火牆遭到攻擊，其中36台屬於美國的關鍵基礎設施公司，另有1台是美國政府部門所使用的防火牆。幸入侵及時發現並阻止，否則會引發重大生產事故。
Sophos首席信息安全官羅斯·麥克查爾在接受《The Hacker News》訪問時表示，中國國家級黑客已連續五年對其系統發動攻擊。在成功阻止「Asnarok」入侵後，Sophos啟動代號為「環太平洋」的獨立調查行動，專門針對中國國家力量支緩的黑客活動。行動追溯到攻擊來源是無聲信息旗下的「雙螺旋研究院」，而該攻擊與一名化名「GBigMao」的黑客有關，據稱此人即為關天烽。

## 通緝及制裁
2024年12月10日，印第安納州哈蒙德聯邦法院起訴關天峰「陰謀實施電腦欺詐」和「陰謀實施電信欺詐」兩罪，稱其參與2020年陰謀入侵全球防火牆設備。
美國副司法部長麗莎·摩納哥表示：「被告及其同謀利用數以萬計的網絡安全設備中的漏洞，感染這些設備，並設計惡意軟件以竊取來自全球受害者的信息。今天的起訴反映司法部承諾與政府和全球合作夥伴合作，檢測並追究位於中國或其他地方的惡意網絡行為者的責任，這些行為者對全球網絡安全構成威脅。」
而在美國司法部宣佈起訴關天烽同時，美國國務院正義獎勵計劃也宣佈懸賞關天烽1000萬美金，獎勵識別和找到關天烽的人，或任何在外國政府的指示或控制下從事針對特定惡意網路活動之個人的身份或位置的資訊。美國財政部外國資產管制辦公室亦於同日宣佈對無聲信息和關天烽實施制裁。